# Halve marathon van Egmond 1983

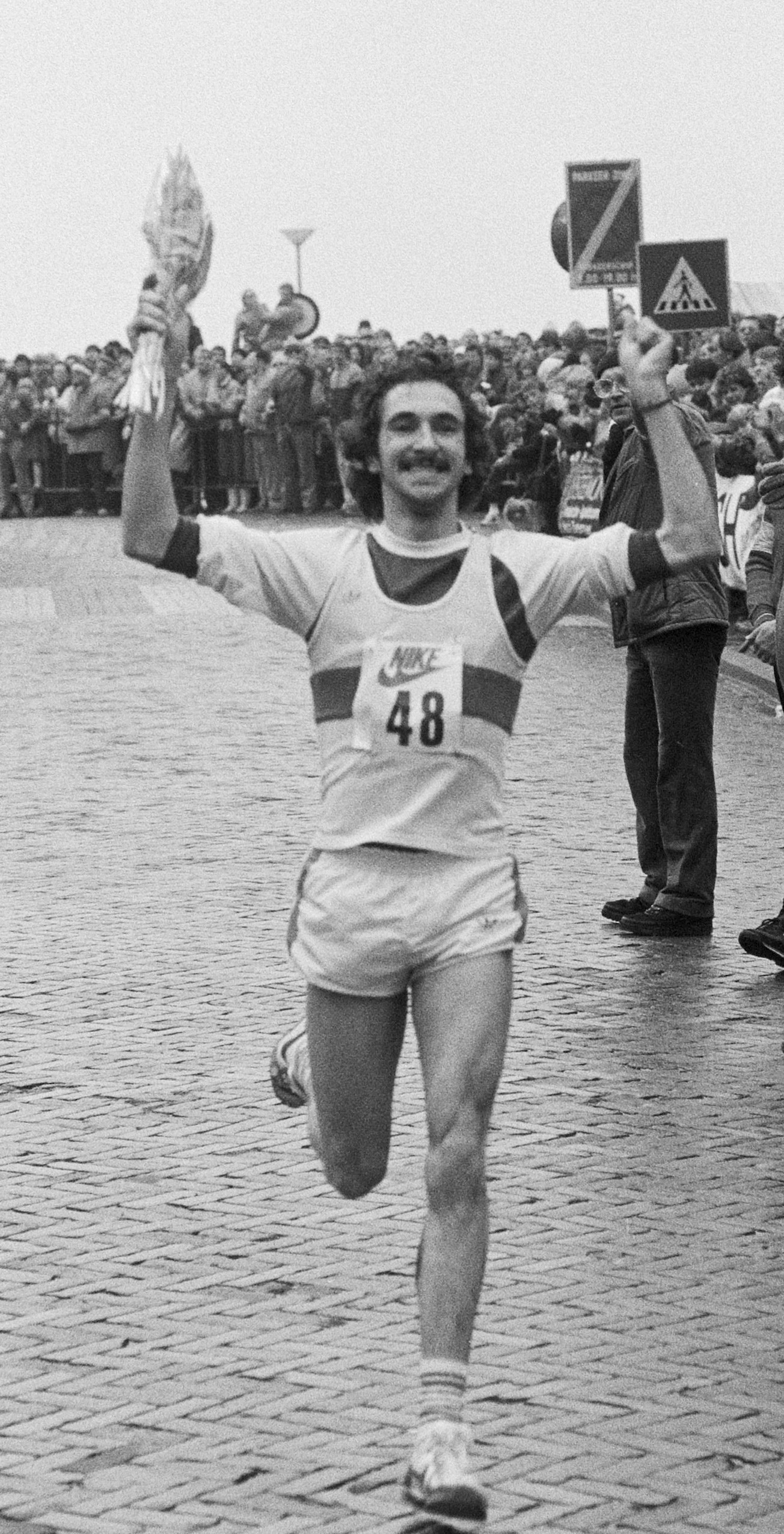
Marti ten Kate gaat zegevierend over de streep.

De halve marathon van Egmond 1983 vond plaats op zondag 10 januari 1983. Het was de elfde editie van deze halve marathon. De organisatie was in handen van wielervereniging Le Champion. Het aantal inschrijvingen van 6150 was een record. Door de springtij en zware storm moest het parcours over het strand op het laatst worden omgelegd naar de duinen.
De wedstrijd werd bij de mannen gewonnen door Marti ten Kate. Dit was zijn eerste grote overwinning. Zijn finishtijd van 1:06.45 was iets trager dan het parcoursrecord van 1:06.25 uit 1978. De overwinning bij de vrouwen ging naar Annie van Stiphout.

## Uitslagen

### Mannen
| Positie | Atleet             | Land       | Tijd    |
| ------- | ------------------ | ---------- | ------- |
| 1       | Marti ten Kate     | Nederland  | 1:06.45 |
| 2       | Leon Schots        | België     | 1:07.15 |
| 3       | Allan Zachariassen | Denemarken | 1:07.28 |
| 4       | Ronnie Agten       | België     | 1:07.36 |
| 5       | Cor Lambregts      | Nederland  | 1:08.06 |

### Vrouwen
| Positie | Atlete             | Land      | Tijd    |
| ------- | ------------------ | --------- | ------- |
| 1       | Annie van Stiphout | Nederland | 1:21.27 |
| 2       | Ann Rindt          | Nederland | 1:24.30 |
| 3       | Trijnie Smeenge    | Nederland | 1:28.00 |

1973 ·
1974 ·
1975 ·
1976 ·
1977 ·
1978 ·
1979 ·
1980 ·
1981 ·
1982 ·
1983 ·
1984 ·
1985 ·
1986 ·
1987 ·
1988 ·
1989 ·
1990 ·
1991 ·
1992 ·
1993 ·
1994 ·
1995 ·
1996 ·
1997 ·
1998 ·
1999 ·
2000 ·
2001 ·
2002 ·
2003 ·
2004 ·
2005 ·
2006 ·
2007 ·
2008 ·
2009 ·
2010 ·
2011 ·
2012 ·
2013 ·
2014 ·
2015 ·
2016 ·
2017 ·
2018 ·
2019 ·
2020 ·
2021 ·
2022 ·
2023 ·
2024 ·
2025